# Monte Baker
Il monte Baker (in Lummi: Qwú'mə Kwəlshéːn; in Nooksack Kw’eq Smaenit o Kwelshán), noto anche come Koma Kulshan o semplicemente Kulshan, è uno stratovulcano attivo andesitico coperto da ghiacciai alto 3.286 m compreso nell'arco vulcanico delle Cascate e nella medesima catena montuosa del Washington, negli Stati Uniti. Il Baker vanta il secondo cratere termicamente più attivo nella catena delle Cascate dopo il monte St. Helens. A circa 48 km a est della città di Bellingham, nella contea di Whatcom, il Baker è il cratere più giovane del complesso di cui fa parte. Mentre il vulcanismo prosegue in zona da circa 1,5 milioni di anni, l'attuale cono vulcanico ha probabilmente non più di 140.000 anni e forse non più di 80-90.000 anni. Gli edifici vulcanici più antichi sono andati perlopiù erosi dalle glaciazioni.
Se non si include nel totale il monte Rainier, il Baker ha la copertura glaciale maggiore per volume dei vulcani della catena delle Cascate (1,79 km³), un numero più elevato di tutti gli altri crateri del gruppo montuoso messi insieme. Si tratta inoltre di uno dei luoghi più nevosi al mondo; nel 1999, il comprensorio sciistico, situato a 14,5 km a nord-est, ha fatto registrare il record mondiale di nevicate avvenute in una sola stagione (29 m).
Il Baker è la terza vetta più elevata del Washington e la quinta della sua catena, a patto che Little Tahoma Peak, uno dei pinnacoli del monte Rainier, e Shastina, compresa tra le cime del monte Shasta, non vadano conteggiati. Situato nella riserva forestale omonima, è visibile da Greater Victoria, Nanaimo e Greater Vancouver, nella Columbia Britannica, e verso sud, da Seattle (nelle giornate limpide pure da Tacoma).
I popoli indigeni conoscevano la montagna da migliaia di anni, ma la prima testimonianza scritta della cima si deve all'esploratore spagnolo Gonzalo López de Haro, che la mappa del 1790 riporta come Gran Montaña del Carmelo, "Grande Monte Carmelo". L'esploratore George Vancouver rinominò la sommità in onore del 3° tenente Joseph Baker della HMS Discovery, che lo scorse il 30 aprile 1792.

## Storia

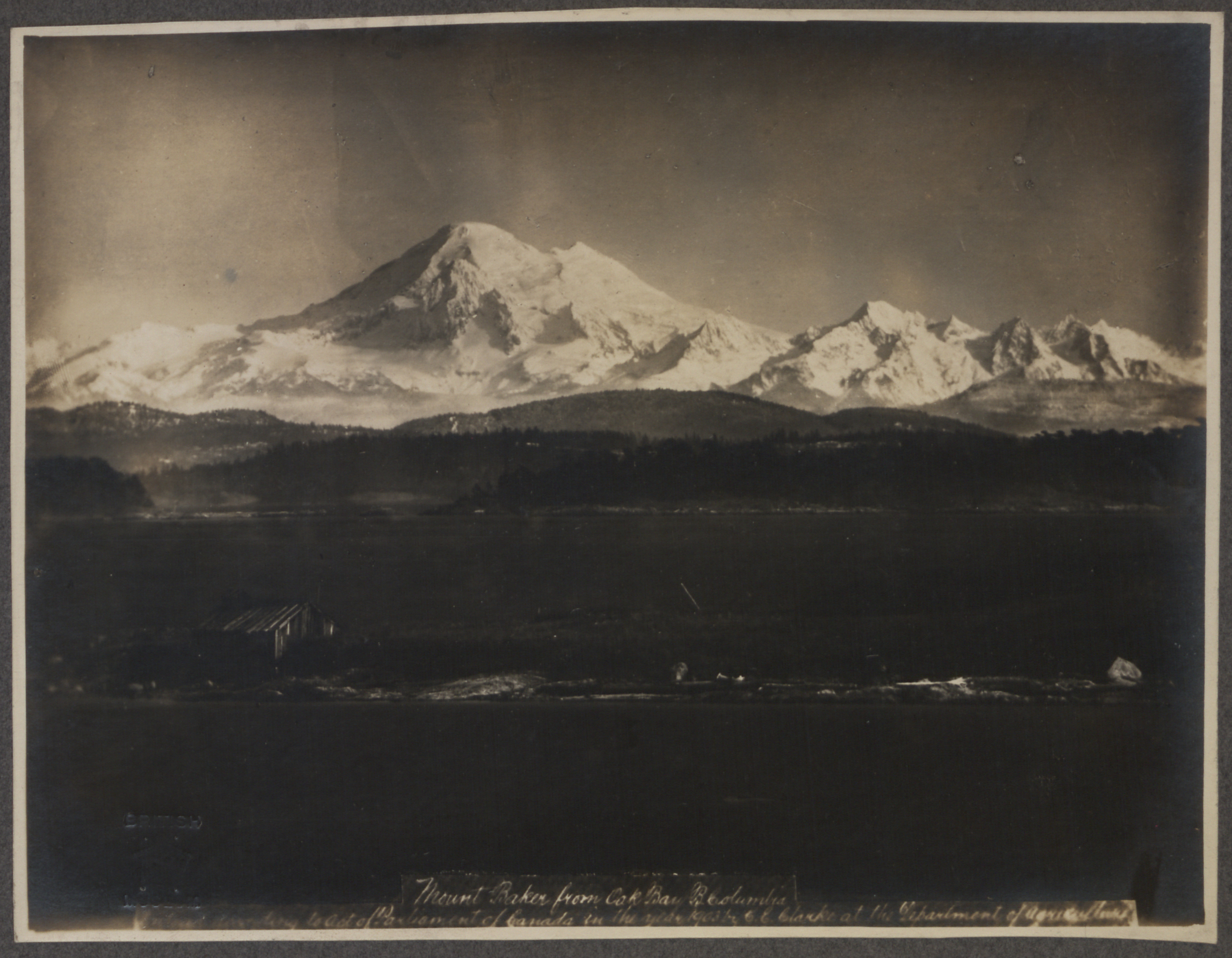
Il monte Baker visto da Oak Bay nel 1903 in una foto di Charles Edward Clarke

Il monte Baker era ben conosciuto dai nativi americani del Pacifico nordoccidentale e veniva designato con appellativi quali Koma Kulshan o Kulshan (in Lummi qwú’mə sta per "sentinella bianca", e kwəlshé, in senso estensivo, per "cima appuntita"); Quck Sam-ik (dalla lingua kw'eq sámit, "montagna bianca"); Kobah (nelle lingue lushootseed qwúbə', "sentinella bianca"), e Tukullum o Nahcullum (nella lingua della mai identificata "tribù dei Koma").
Nel 1790, Manuel Quimper della marina spagnola salpò da Nootka, un insediamento temporaneo sull'isola di Vancouver, con l'ordine di esplorare lo stretto di Juan de Fuca appena scoperto. Ad accompagnarlo figurava il primo pilota Gonzalo López de Haro, il quale disegnò schizzi dettagliati durante la spedizione di sei settimane. Sebbene il diario del viaggio di Quimper non si riferisca alla montagna, una delle carte manoscritte di Haro include uno schizzo del monte Baker. Gli spagnoli chiamarono il vulcano innevato La Gran Montana del Carmelo, in quanto ricordava loro i monaci di bianco vestiti del monastero carmelitano.
L'esploratore britannico George Vancouver lasciò l'Inghilterra un anno dopo, allo scopo di esplorare la costa nord-occidentale dell'America. Vancouver e il suo equipaggio raggiunsero la costa nord-occidentale del Pacifico nel 1792. Mentre erano ancorati presso la laguna di Dungeness, sulla sponda meridionale dello stretto di Juan de Fuca, Joseph Baker, ufficiale della Royal Navy, eseguì un'osservazione del monte Baker poi riportata da Vancouver sul suo diario:
Sei anni dopo, fu pubblicata la narrazione ufficiale di questo viaggio, incluso il primo riferimento stampato alla cima. Verso la metà degli anni 1850, il monte Baker risultava già una località conosciuta per gli esploratori e i commercianti di pellicce che la scorgevano all'orizzonte e si recavano nella regione dello stretto di Puget. Isaac I. Stevens, primo governatore del Territorio di Washington, scrisse a proposito del Baker nel 1853:

### Le ascensioni

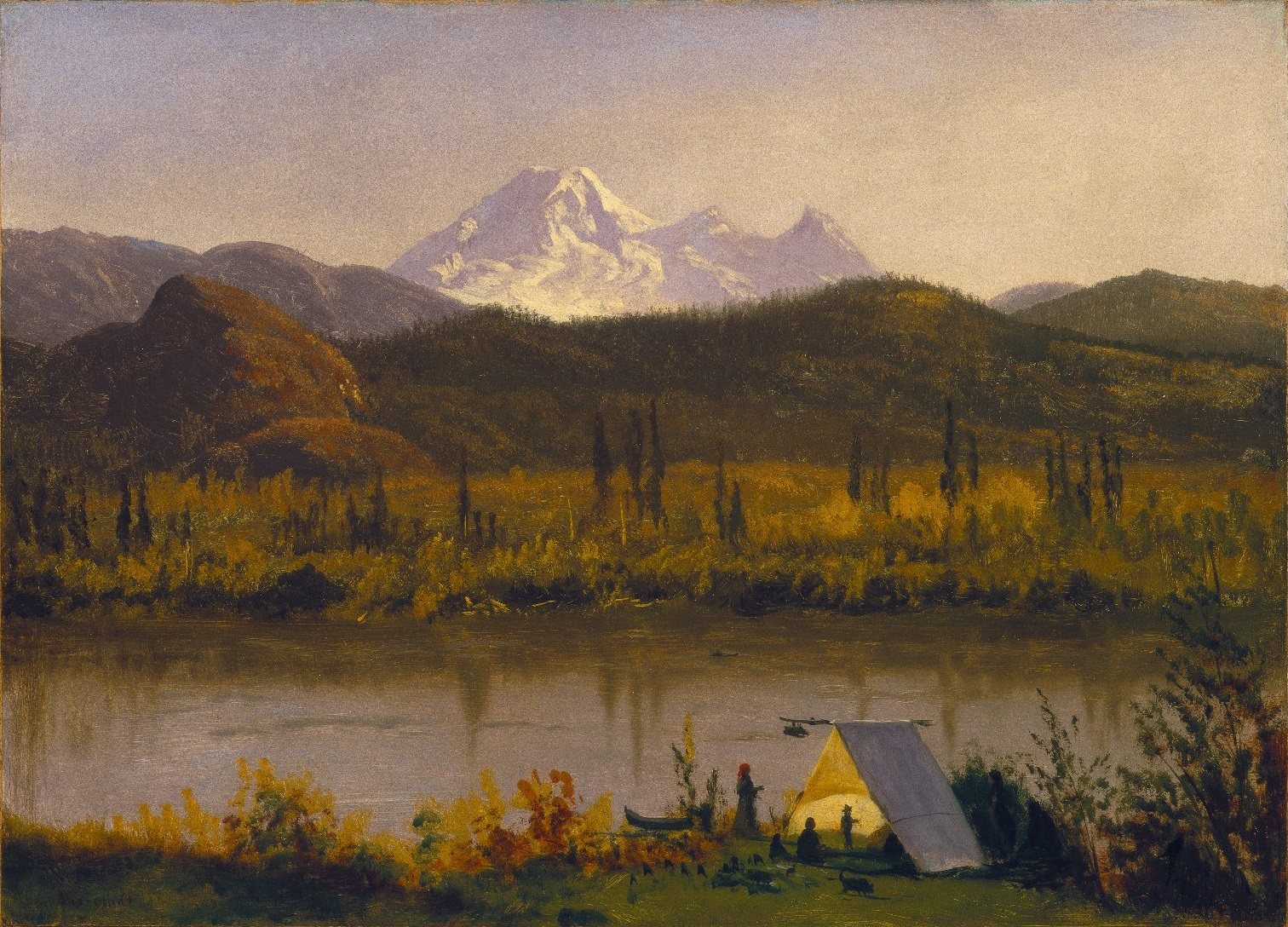
Il monte Baker visto dal fiume Frazier [sic], Albert Bierstadt, 1890 circa (Brooklyn Museum)

Edmund Thomas Coleman, un inglese che risiedeva a Victoria, in Canada, già veterano delle Alpi, eseguì il primo tentativo di scalare la montagna nel 1866. Egli selezionò un percorso attraverso il fiume Skagit, ma fu costretto a tornare indietro quando i nativi americani locali gli rifiutarono il passaggio.
Più tardi, quello stesso anno, Coleman reclutò i coloni nella contea di Whatcom Edward Eldridge, John Bennett e John Tennant per aiutarlo nel suo secondo tentativo di scalare la montagna. Dopo essersi avvicinati attraverso il North Fork del fiume Nooksack, il gruppo navigò attraverso quello che oggi è designato come ghiacciaio Coleman e salì a poche centinaia di metri dalla vetta, prima di tornare indietro di fronte a uno "strato di ghiaccio poco scalabile" e un tempo decisamente avverso. Coleman tornò in seguito sulla montagna dopo due anni: Alle 16:00 del 17 agosto 1868, grazie a Eldridge, Tennant e due nuovi compagni (David Ogilvy e Thomas Stratton) riuscì finalmente nell'intento di raggiungere la vetta attraverso il fiume Middle Fork Nooksack, Marmot Ridge, il ghiacciaio Coleman e il margine nord del cosiddetto Roman Wall.
Un'altra ascesa degna di nota è quella del 1948 detta North Ridge (AD, AI 2-3), condotta da Fred Beckey, Ralph e Dick Widrig (agosto 1948).

## Geologia

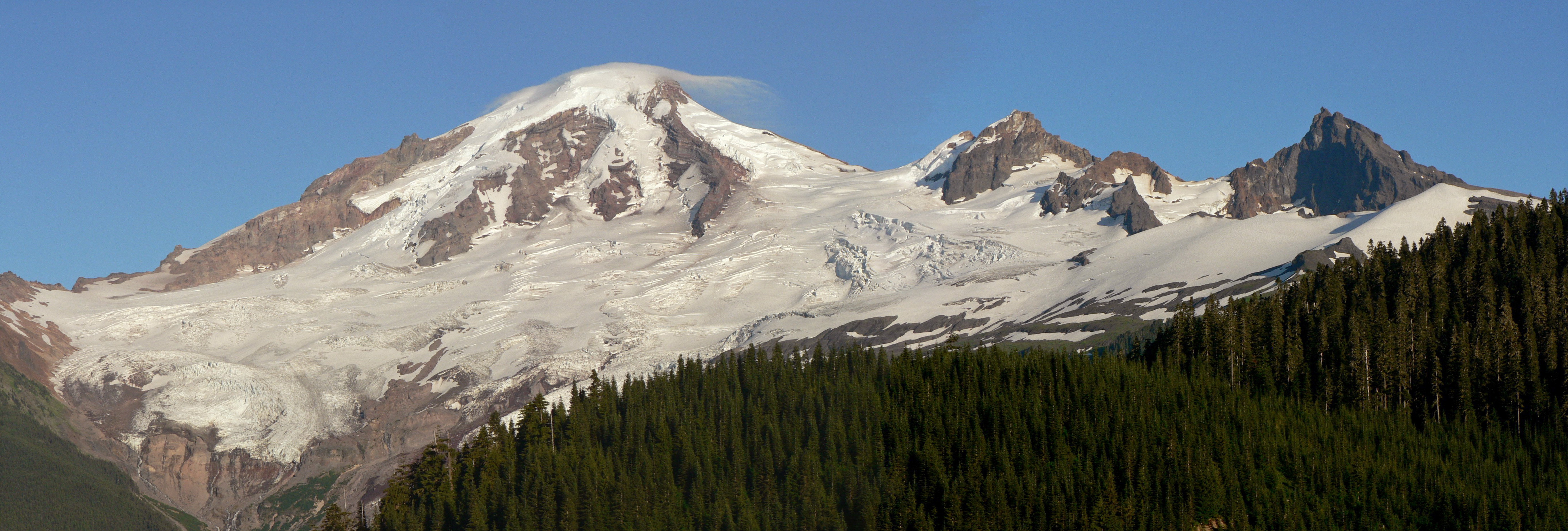
Panorama da nord-ovest che mostra i picchi Lincoln e Colfax, le Black Buttes e il monte Baker

L'attuale cono del monte Baker è relativamente giovane, avendo forse meno di 100.000 anni. Il vulcano si trova in cima a un cono vulcanico simile più antico chiamato Black Buttes, attivo tra 495.000 e 295.000 anni fa. Gran parte della passata conformazione geologica del monte Baker è stata erosa durante l'ultima era glaciale (terminata 20.000-15.000 anni fa), da spesse calotte di ghiaccio che costellavano la valle e circondavano il vulcano. Negli ultimi 14.000 anni, i dintorni della montagna non presentavano ghiaccio in grandi percentuali, ma solo le pendici più elevate nei pressi della sommità.
Creste isolate di lava e roccia alterata idrotermicamente, specialmente nell'area del cratere Sherman, si rintracciano tra i ghiacciai sui fianchi superiori del vulcano, con i fianchi inferiori invece ripidi e pieni di vegetazione. Le rocce vulcaniche del Baker e dei Black Buttes poggiano su gruppi di pietre che non appartengono alla stessa categoria.

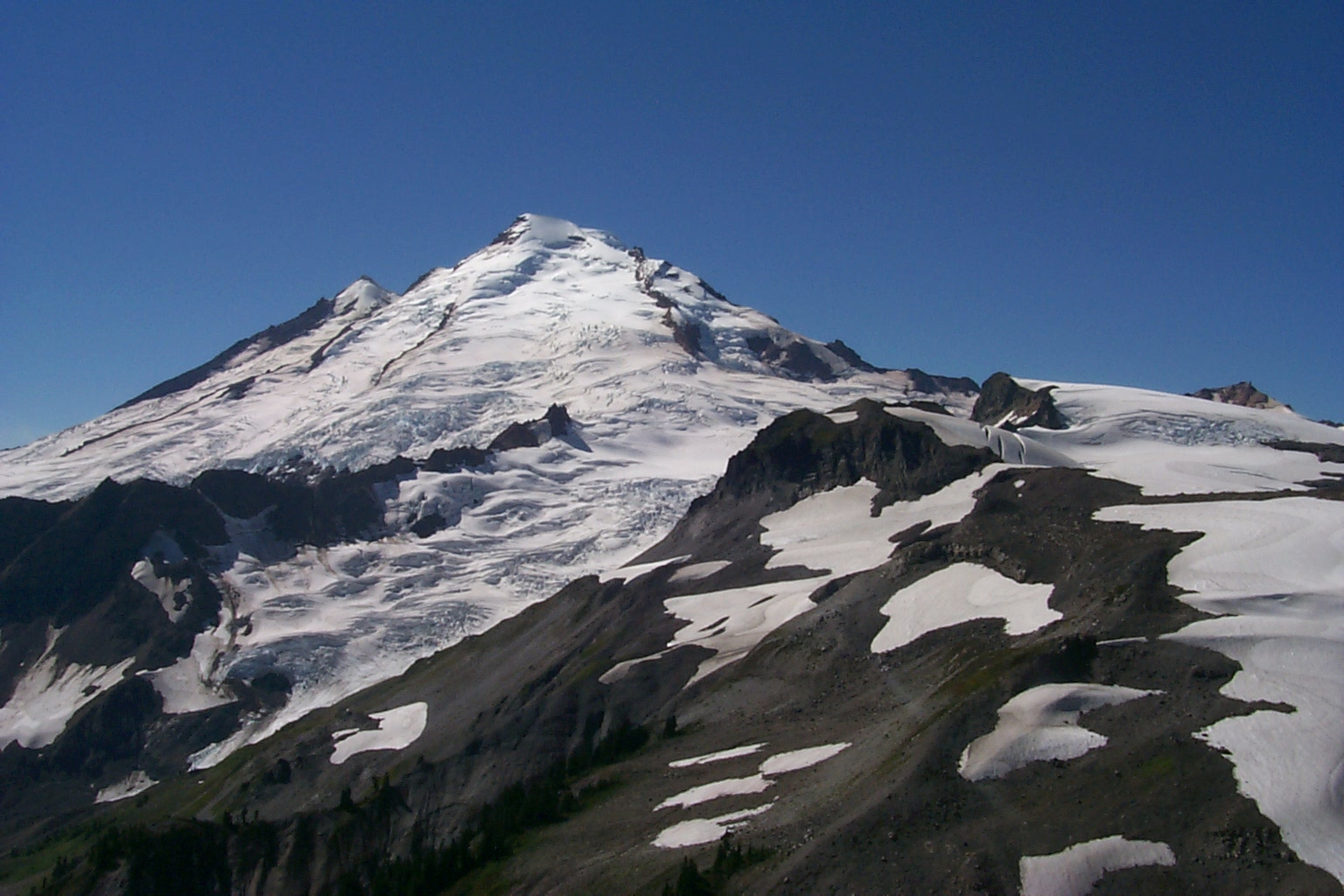
I ghiacciai Park e Rainbow sul fianco nord-est

I depositi registratisi negli ultimi 14.000 anni in zona indicano che il Baker non causò eruzioni esplosive né si risvegliò con frequenza come quelli di altri vulcani nell'arco delle Cascate come il Saint Helens, il Glacier Peak, o il massiccio del monte Meager. Durante il periodo sopraccitato, sono stati di recente individuati quattro cicli di eruzioni magmatiche.
Queste generarono tefra, flussi piroclastici e di lava da bocche localizzate sulle vette e dal Schriebers Meadow Cone. Gli eventi più distruttivi e più frequenti al Baker includevano lahar o colate detritiche e valanghe di detriti; molti di essi, se non la maggior parte, non erano correlati a eruzioni magmatiche, ma potrebbero essere stati indotti da magma intrusivo, getti di vapore, terremoti, instabilità gravitazionale o forse anche forti piogge.

### Ciclo eruttivo

#### Storia antica
La ricerca iniziata alla fine degli anni '90 mostra che il monte Baker è il più giovane di numerosi centri vulcanici della zona e della catena delle Cascate nella sua interezza. La caldera del Pliocene Hannegan si trova 25 km a nord-est del monte Baker. L'attività vulcanica nel complesso vulcanico del monte Baker cominciò più di un milione di anni fa, ma molti dei primi depositi di lava e tefra scomparvero a seguito dell'erosione glaciale. Le rocce di colore chiaro a nord-est del vulcano moderno segnano il sito dell'antica (1,15 milioni di anni) caldera di Kulshan, crollata dopo un'enorme eruzione di cenere un milione di anni fa. Successivamente, le eruzioni nell'area del monte Baker produssero coni e colate laviche di andesite, ossia la roccia che costituisce gran parte degli altri vulcani della catena delle Cascate come il Rainier, l'Adams e l'Hood. Da circa 900.000 anni fa ad oggi, numerosi centri vulcanici andesitici della zona apparvero e scomparvero a causa dell'erosione glaciale. Il più ampio di questi coni è l'edificio di Black Buttes, attivo tra 500.000 e 300.000 anni fa e in passato maggiore dell'odierno monte Baker.

#### Crateri e coni moderni

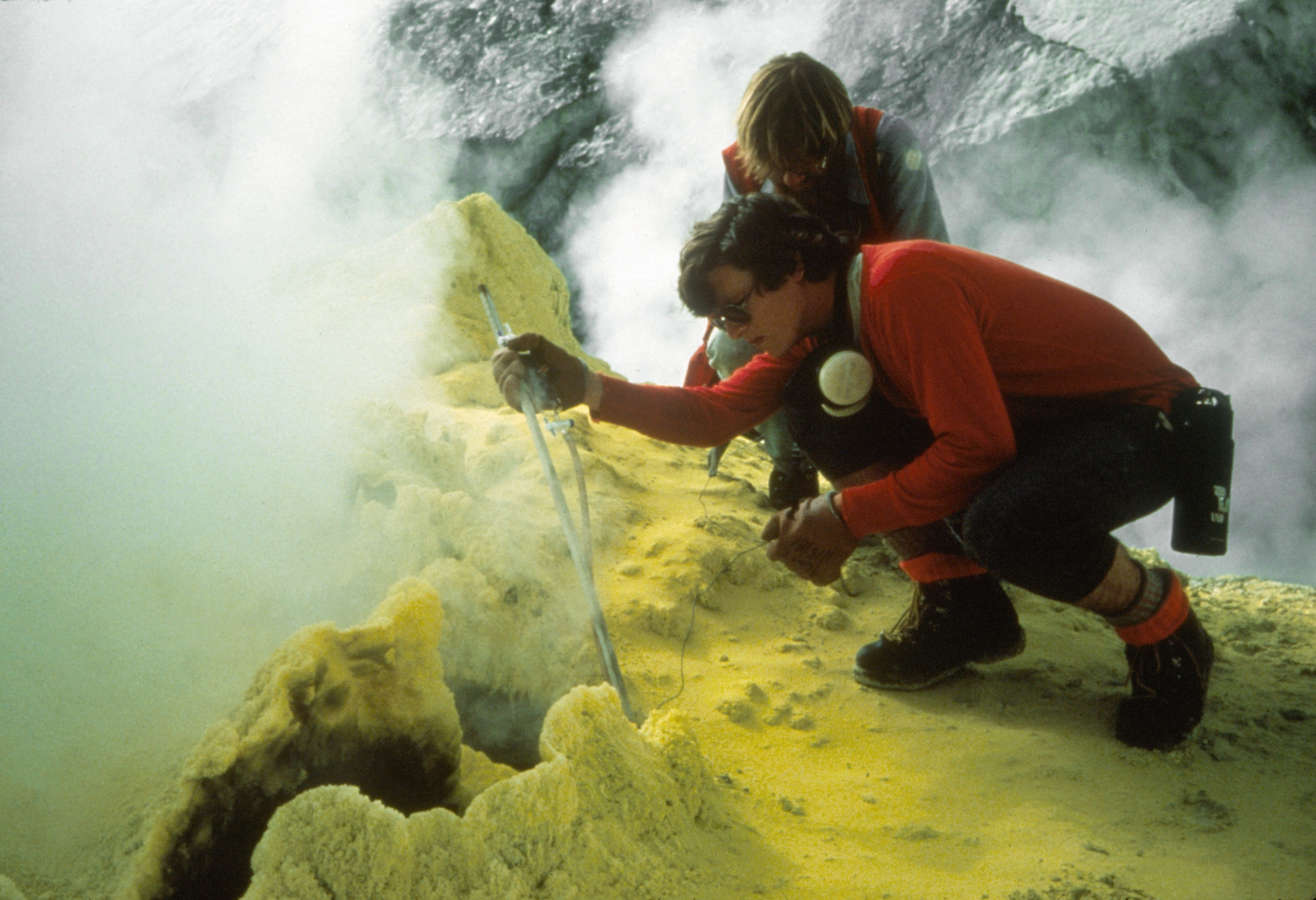
Fumarole presso il cratere Sherman nel 1981

Il monte Baker vide scorrere sui suoi versanti ingenti cascate di lava e brecce vulcaniche prima della fine dell'ultimo periodo glaciale, terminata circa 15.000 anni fa. Si individuano due crateri sulla montagna: il Carmelo, sommerso di ghiaccio, si trova sotto la cupola di ghiaccio sommitale e fu responsabile delle ultime eruzioni. Il punto più alto del monte Baker, Grant Peak, si trova sul margine sud-est esposto del Carmelo ed è composto da andesite che giace in cima a una colata lavica localizzata appena sotto. Il cratere Carmelo è profondamente sezionato sul lato sud dal più giovane Sherman, svegliatosi soprattutto nell'Olocene, il quale si trova a sud della vetta e il suo fondo ricoperto di ghiaccio è a 300 metri sotto la cupola di ghiaccio sommitale. Tra i composti chimici rilasciati dalle fumarole si registrano principalmente H2O, CO2 e H2S.

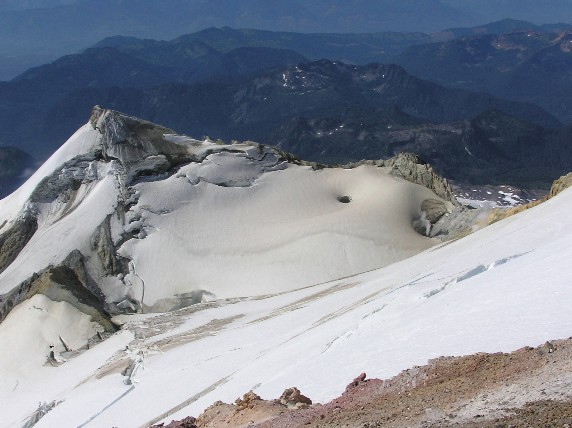
Panorama a sud del cratere Sherman da Grant Peak (3.286 m). Lo Sherman Peak (3.090 m) è a sinistra, mentre le fumarole del bordo occidentale a destra

Colate di lava dalla bocca sommitale si riversarono tra 30.000 e 10.000 anni fa e, durante le fasi finali della costruzione dell'edificio, vari flussi piroclastici invasero la zona sudorientale del vulcano. Un'eruzione del cratere Sherman di 6.600 anni fa rilasciò una coltre di cenere che si estese per più di 64 km ad est. Oggi i gas sulfurei raggiungono la superficie attraverso due percorsi fumarolici: Dorr Fumarole, a nord-est della vetta, e il cratere Sherman, a sud. Entrambi sono siti rilevanti dal punto di vista idrotermale, in quanto convertono le lave in argilla, presente in tonalità cromatiche che vanno dal bianco al giallo, e di zolfo, un minerale comune intorno a queste fumarole. A Sherman Crater, i crolli di questa roccia indebolita hanno generato lahar nel 1840.

#### Ciclo eruttivo del Mazama Park: 6.600 anni fa
Circa 6.600 anni fa, una serie di eventi dalla portata discreta culminò con la più grande eruzione che produsse tefra in epoca postglaciale presso il Baker. Si trattò dell'ultimo episodio certo di cui si ha riscontro nella documentazione geologica. Il ciclo fu inaugurato da un massiccio crollo del vulcano presso Roman Wall, defluito nel lahar poi finito 91 m in profondità nel corso superiore del Middle Fork del fiume Nooksack ad almeno 48 km dal vulcano. In quell'occasione, si crede che il fiume Nooksack si diresse a nord, alimentando il fiume Fraser; è invece improbabile che tale lahar abbia raggiunto la baia di Bellingham. In seguito, si verificò una piccola eruzione idrovulcanica al cratere Sherman, innescando un secondo crollo del fianco appena ad est di Roman Wall. Anche allora si generò un lahar che seguì principalmente il corso di quello passato per almeno 32 km, riversandosi poi negli affluenti del fiume Baker. Infine, una nube piroclastica depositò cenere fino a 64 km sottovento a nord-est e ad est.

#### Attività recente

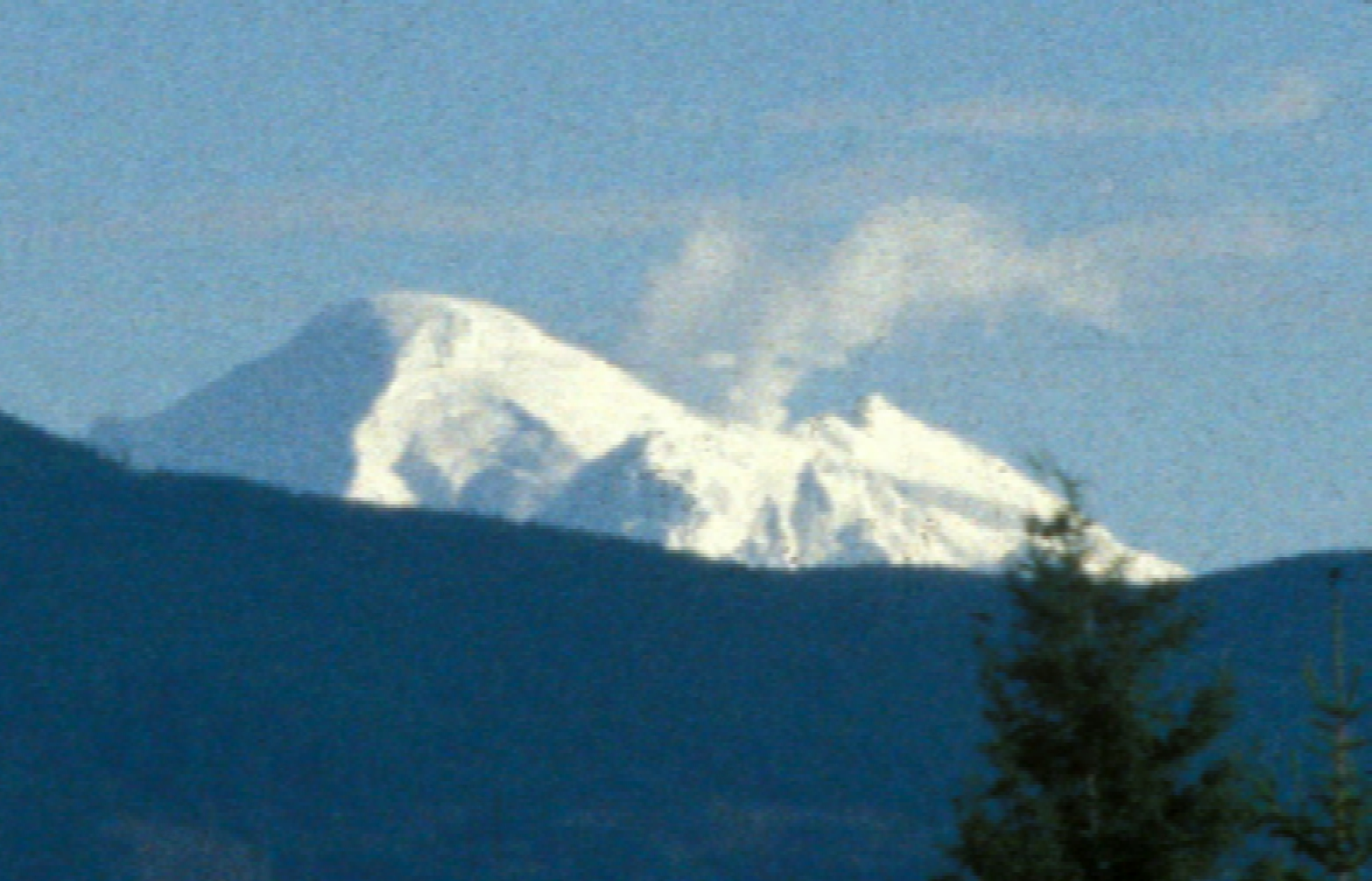
Pennacchio di vapore che sale dal cratere Sherman, dicembre 1999, teleobiettivo da Bellingham, Washington

Diverse eruzioni si verificarono dal cratere Sherman durante il XIX secolo, visibili pure dalla baia di Bellingham. È plausibile che l'eruzione fu vista nel giugno 1792 durante la spedizione spagnola di Dionisio Alcalá Galiano e Cayetano Valdés, in quanto il loro resoconto riportava:

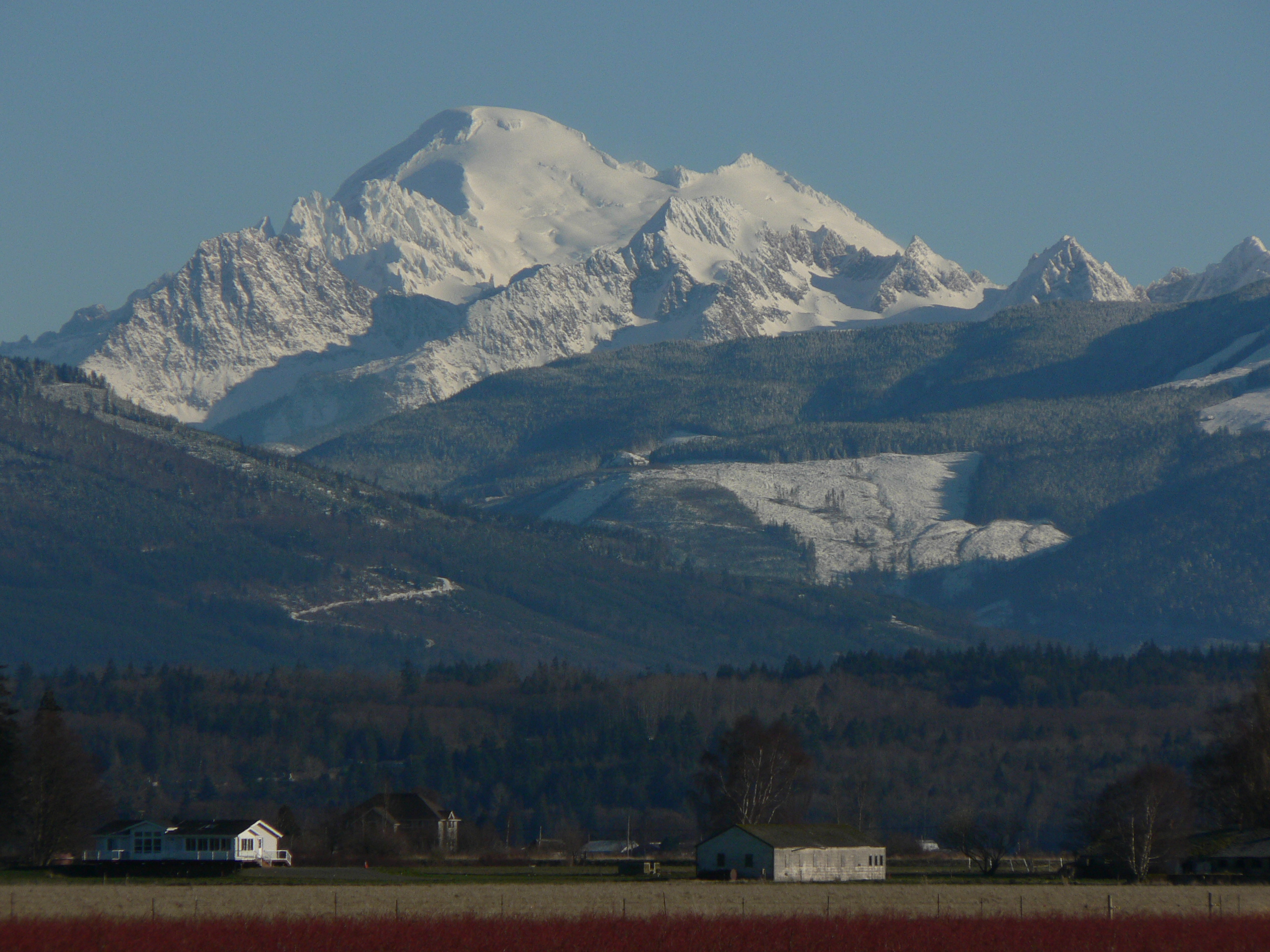
Il monte Baker sulle fattorie del delta del fiume Samish a nord di Bay View

Nel 1843, gli esploratori riportarono uno strato diffuso di frammenti di roccia appena caduti "a mo' di nevicata" e che la foresta era "in fiamme per diversi chilometri". Tuttavia, è improbabile che questi incendi vennero causati dalla caduta di cenere, poiché non si sono rinvenuti resti carbonizzati e depositi di questa cenere, che andò quasi certamente raffreddata nell'atmosfera prima di cadere. Secondo quanto riferito, i fiumi a meridione del vulcano vennero ostruiti dalla cenere e i nativi americani riferivano la morte di vari salmoni. I resoconti di inondazioni sul fiume Skagit dall'eruzione appaiono, tuttavia, probabilmente assai esagerati. Poco tempo dopo, due crolli del lato est del cratere Sherman produssero due lahar, il primo e il più grande dei quali scorreva nel lago naturale Baker, aumentandone il livello di almeno 3 m. La posizione del lago del XIX secolo è ora ricoperta dalle acque del moderno lago Baker. Dell'attività idrovulcanica simile ma di livello inferiore al cratere Sherman continuò a intermittenza per diversi decenni a seguire. Il 26 novembre 1860, i passeggeri che viaggiavano in battello da New Westminster a Victoria riferì che il monte Baker "stava sbuffando grandi volumi di fumo che, vinti poi dalla gravità, precipitavano lungo i fianchi innevati della montagna, originavano un piacevole effetto di luci e ombre". Nel 1891, circa 15 km³ di roccia si unirono per formare un lahar che percorse più di 9,7 km e che coprivano 2,6 km².

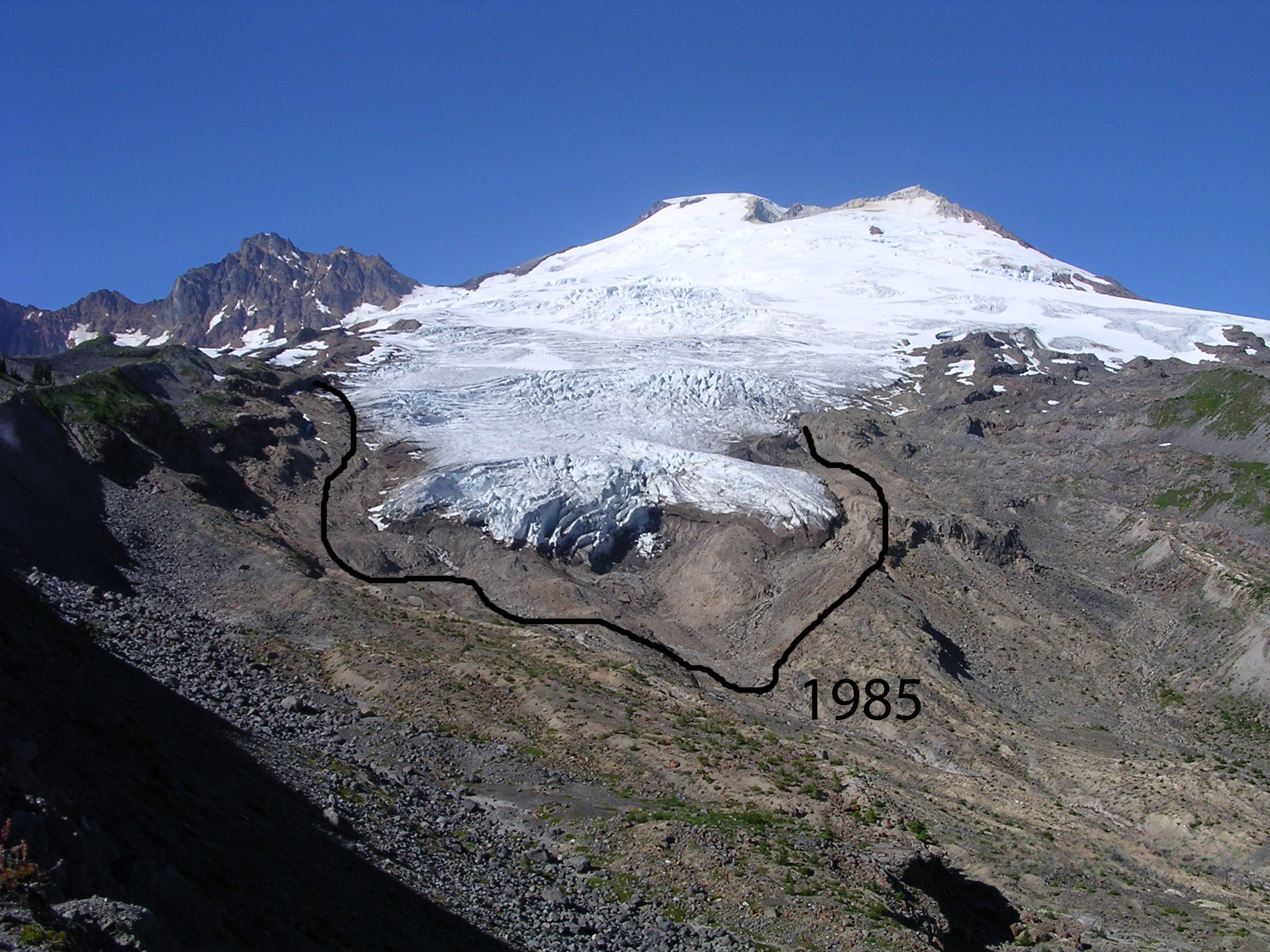
Il ghiacciaio Easton (sul fianco sud) nel 2003: la linea nera sovrapposta indica la sua estensione nel 1985

L'attività nel Novecento è diminuita rispetto al XIX secolo. Numerose piccole valanghe di detriti sono cadute dallo Sherman Peak e poi scese dal ghiacciaio Boulder; una di una certa intensità si verificò il 27 luglio 2007.

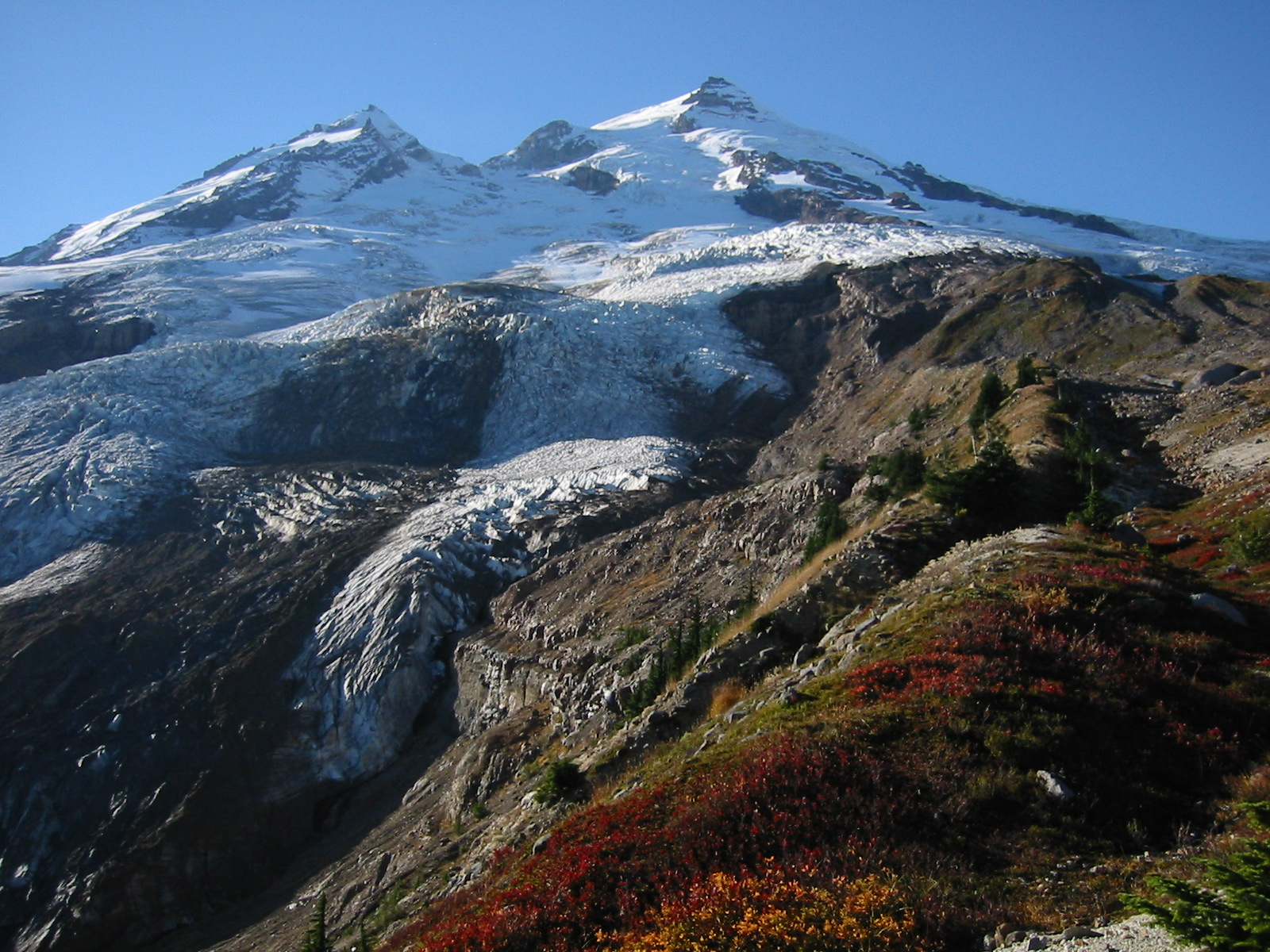
Il monte Baker e il ghiacciaio Boulder visti da sud-est

All'inizio di marzo 1975, un drammatico aumento dell'attività fumarolica e lo scioglimento della neve nell'area del cratere Sherman destò preoccupazione, lasciando immaginare un'eruzione imminente. Il flusso di calore aumentò di oltre dieci volte e si optò per l'aggiunta di nuovi strumenti di monitoraggio per cercare di rilevare il movimento del magma. L'aumento dell'attività termica spinse i funzionari pubblici e la Puget Power a chiudere temporaneamente l'accesso pubblico alla famosa area turistica del lago Baker e per abbassare il livello dell'acqua del serbatoio di 10 m. Un altro rischio che si temeva era quello delle valanghe, le quali avrebbero potuto innescare un'onda disastrosa che potrebbe aver causato vittime umane e danni al serbatoio. A parte l'aumento del flusso di calore, durante le indagini geofisiche si registrarono poche anomalie, né vennero osservate altre attività precursori che indicherebbero che il magma si stava muovendo verso l'alto nel vulcano.
L'attività diminuì gradualmente nei due anni successivi, ma si stabilizzò a un livello più elevato rispetto a prima del 1975. L'aumento del livello di attività fumarolica proseguì fino al 1975, ma nessun altro cambiamento suggerisce che andò coinvolto il movimento del magma.

#### Ricerche odierne
Nell'ultimo decennio, presso il Baker è stata condotta una notevole quantità di ricerche e figura tra i più studiati della catena delle Cascate. I progetti recenti e in corso includono il monitoraggio geodetico gravimetrico e basato su GPS, il campionamento del gas fumarolico, la mappatura della distribuzione della tefra, nuove interpretazioni del flusso lavico del prato Schriebers e analisi dei rischi. Proseguono inoltre le mappature dei crateri Carmelo e Sherman e le interpretazioni della storia eruttiva. Il Mount Baker Volcano Research Center preserva un archivio online di pubblicazioni, assieme a un ampio elenco di riferimenti, oltre a foto.

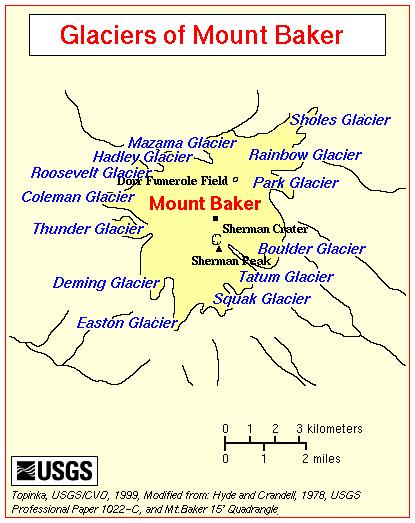
Mappa dei ghiacciai sul monte Baker

### Ghiacciai e idrologia
Undici ghiacciai che hanno una propria designazione si rintracciano dal monte Baker. Altri due ammassi nevosi (Hadley e Sholes) scendono da pendii più bassi staccatisi dalla massa glaciale principale. Il Coleman è il maggiore e ha una superficie di 5,2 km². Gli altri grandi ghiacciai, vasti più di 2,5 km², risultano il Roosevelt, il Mazama, il Park, il Boulder, l'Easton e il Deming.
Il monte Baker è drenato a nord da torrenti che sfociano nel fiume North Fork Nooksack, a ovest dal Middle Fork Nooksack, e a sud-est e a est gli affluenti del fiume Baker. Il lago Shannon e il Baker sono i maggiori specchi d'acqua vicini, formatisi per via di due dighe realizzate sul fiume Baker.

## Curiosità

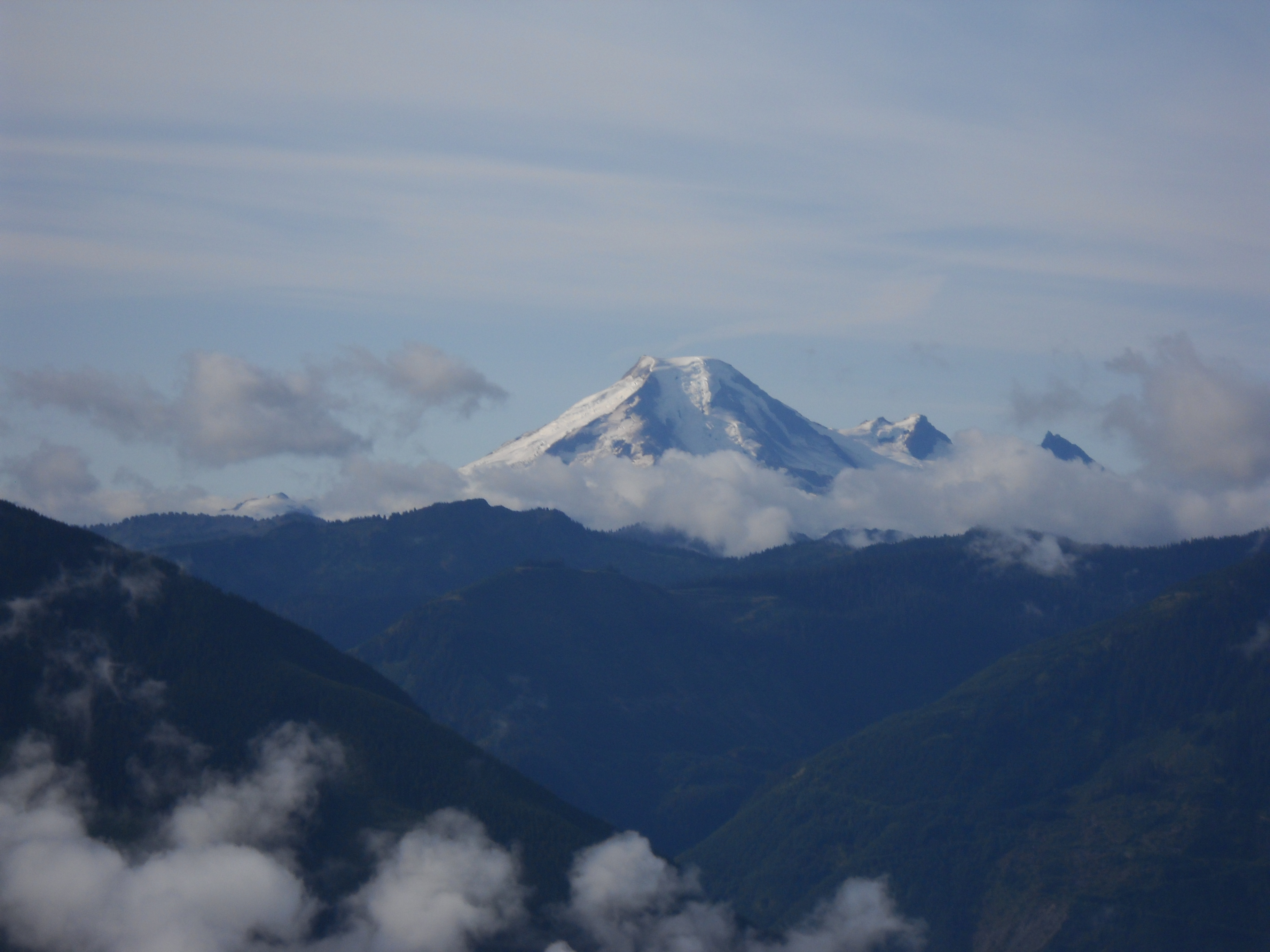
Il monte Baker visto dalla vetta del monte Elk vicino a Chilliwack

Due navi per munizioni della United States Navy (di solito con nomi dedicato ai vulcani) devono il nome alla montagna. La prima fu la USS Mount Baker (AE-4), attiva dal 1941 al 1947 e dal 1951 al 1969. Nel 1972, la marina commissionò la USS Mount Baker (AE-34), poi dismessa nel 1996 e messa in servizio dal Military Sealift Command come USNS Mount Baker (T-AE-34). Quest'ultima andò poi demolita nel 2012.